# Ray Henderson (futbolista)
Ray Henderson (Wallsend, Inglaterra, 31 de marzo de 1937-18 de enero de 2024) fue un futbolista y entrenador de fútbol inglés que jugó en la posición de extremo.

## Carrera

### Jugador
| Periodo   | Club          | Apariciones | Goles |
| --------- | ------------- | ----------- | ----- |
| 1961-1968 | Hull City AFC | 264         | 61    |
| 1968      | Reading FC    | 0           | 0     |

### Entrenador
| Periodo   | Club             |
| --------- | ---------------- |
| 1971-1972 | Halifax Town AFC |
| 1975-1976 | Everton B        |
| 1976-1977 | Southport FC     |

## Logros
- Tercera División de Inglaterra (1): 1965-66